# Davoli (cognome)
Davoli è un cognome di lingua italiana.

## Varianti
Il cognome non presenta varianti.

## Origine e diffusione
Cognome tipicamente meridionale, è presente prevalentemente in Calabria e Sicilia.
Potrebbe derivare dal toponimo Davoli. È affiancabile per paronomasia al cognome Avola.

## Persone
- Daniela Davoli – cantante italiana
- Gianni Davoli – cantante italiano
- Giovanni Davoli – docente e politico italiano